# Östra Ny
Östra Ny är kyrkbyn i Östra Ny socken och en småort i Norrköpings kommun. 
I orten ligger Östra Ny kyrka.
Småorten omfattar även i söder byn Höckerstad som var tingsplats för Östkinds härad och Björkekinds härad till 1863.